# Passeker
Ein Passeker, tschechisch pasekář, war ein Besitzer (ursprünglich Pächter) / Bewirtschafter von Gebirgsweiden (Passeken) in der Mährischen Walachei.
Eine Passeke (vom slawischen pásti = "weiden"; aus anderer Quelle: von tschech. paseka "Rodung, Lichtung") ist ein Weideplatz – später auch ein Wohnplatz – auf den Bergen, vergleichbar mit einer Alm im Alpenraum. 
Zur Zerstörung von Schlupfwinkeln räuberischer Zeitgenossen wurden im 17. Jahrhundert die ehemals undurchdringlichen Wälder an der nordöstlichen Grenze von Mähren gelichtet. Diese offenen Plätze wurden bezeichnet als Jawořinen (tschech. javor "Ahorn[wald]") bzw. Passeken.
Solche Passeken pachteten die Bergbewohner ursprünglich von der Herrschaft zum Zweck der Viehweide.
Nach und nach wurde ein Stück urbar gemacht und in die Mitte der Passeke eine Hütte (Chaluppe) als Wohnstätte errichtet.
Für das Nutzungsrecht musste der Passeker seiner Herrschaft Frondienste leisten bzw. Abgaben entrichten. Im Jahre 1850 erfolgte der Loskauf vom Frondienst.
- Ein Passeker wohnte von dem anderen etwa 1 bis 3 Wegstunden entfernt.
- In der Gemeinde Klein-Bistritz (Malá Bystřice) befanden sich zum Jahre 1869 ca. 100 Passeken.